# Sebastián Fox Morcillo
Sebastián Fox Morcillo (Sevilla, 1526 – Sevilla, 1560) va ser un filòsof i humanista andalús.
Davant de la interpretació més habitual al Renaixement, que contraposava radicalment la doctrina platònica i l'aristotèlica, intentà de conciliar Plató amb Aristòtil tot relacionant la idea del primer amb la forma substancial del segon. Marcelino Menéndez Pelayo donà el nom d'ontopsicologisme a la seva doctrina. En la filosofia natural, Fox va defensar les idees platòniques del Timeu que va intentar així mateix aproximar a la física aristotèlica.

## Publicacions[2][3]
- De naturae philosophia seu de Platonis et Aristotelis consensiones libri V (1554)
- Compendium Ethices Philosophiae, ex Platone, Aristotele, alisque philosophis (1554)
- In Platonis Timaeum Commentarii (1554-1556)